# 祥成 (光緒二年丙子恩科繙譯進士)
祥成（1842年—？年），字瑞峯，成都駐防鑲藍旗滿洲人，光緒二年丙子恩科繙譯進士。

## 生平
- 由繙譯生員應同治丁卯並補行壬戌恩科鄉試中式第四名繙譯舉人[1]
- 光緒二年丙子恩科，中式繙譯進士，引見以主事用。因銓選無期，呈請降改歸班，以知縣選用
- 光緒十七年八月，任博平縣知縣[2][3]
- 光緒二十年，鄒平縣知縣[4]。